# Neoempheria flavicornis
Neoempheria flavicornis är en tvåvingeart som beskrevs av Edwards 1940. Neoempheria flavicornis ingår i släktet Neoempheria och familjen svampmyggor. Inga underarter finns listade i Catalogue of Life.